# Alejo Vidal-Quadras Roca

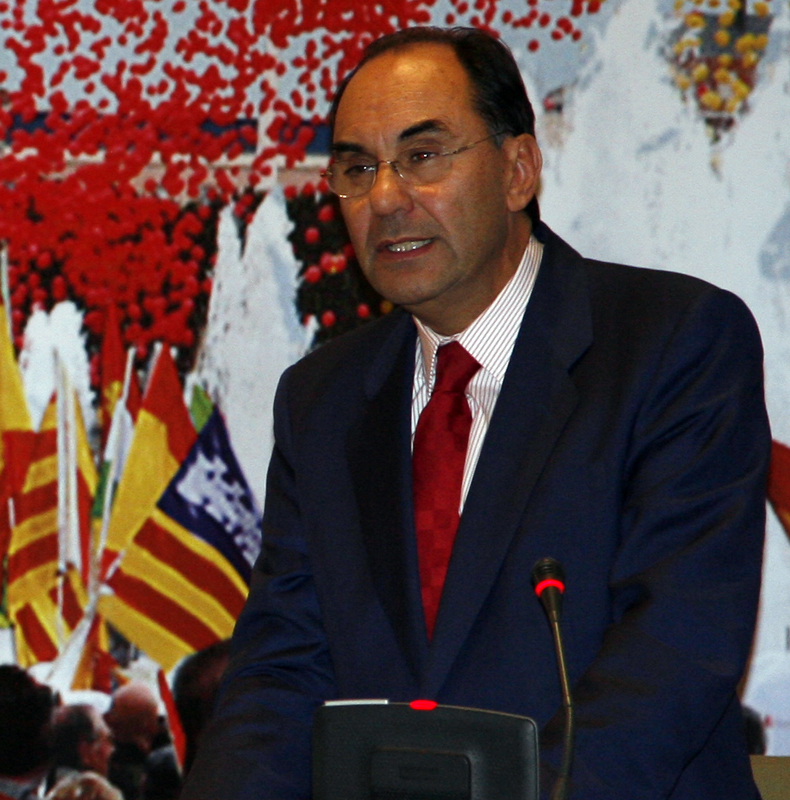
Alejo Vidal-Quadras Roca

Alejo Vidal-Quadras Roca (n. 20 mai 1945, Barcelona, Catalonia, Spania) este un om politic spaniol, membru al Parlamentului European în perioada 1999-2004 din partea Spaniei.

## Tentativa de omor
În data de 9 Noiembrie 2023, Alejo Vidal-Quadras Roca a fost împușcat în față în Madrid, Spania.Tentativa de omor s-a întâmplat în Calle Núñez de Balboa, Madrid la ora 13:30 după-amiază. El a fost împușcat de o persoană care a fugit de la fața locului pe motocicletă.

## Poziții politice
Alejo Vidal-Quadras Roca se definește ca fiind liberal-conservativ. El spune că este împotriva avortului și căsătoriilor între persoanele de același sex.